# Тимчасовий дерев'яний Вознесенський кафедральний собор (Новочеркаськ)
Тимчасовий дерев'яний Вознесенський кафедральний собор (рос. Временный деревянный Вознесенский кафедральный собор) — дерев'яна церква в місті Новочеркаську Ростовської області (Росія). Функціонувала з 1805 по 1904 рік. 
Адреса храму: Росія, Ростовська область, місто Новочеркаськ, площа Єрмака, 2.

## Історія
У червні 1805 році на місці нинішнього шкірно-венерологічного диспансеру на площі Єрмака селянин Дмитро Петров почав будувати дерев'яну каплицю-храм. До 30 травня 1805 року каплиця-храм з прибудованим вівтарем була готова до огляду приїхали на Дон Єпископом Воронезьким і Черкаським Арсенієм. У цій каплиці 30 травня 1805 року відбулася урочистість з закладення й освячення знаходиться поруч місця під будівництво соборного храму Вознесіння Христового. 
Тимчасова дерев'яна церква будувалася за проектом донського інженер-капітана Єфімова і під наглядом протоієрея із Черкаська Олексія Оридовського. Церква являла собою дерев'яну каплицю на 4-х стовпах. Всередині церква була обшита дошками, пофарбованими в білий колір. Дах і дерев'яний паркан біля храму пофарбували в зелений колір.
Ця дерев'яна каплиця-храм стала з 18 травня 1805 року підставою для тимчасового дерев'яного Вознесенського собору. До 1809 року цей храм був єдиною церквою в місті. Після неї в Новочеркаську з'явилися дерев'яні молитовні будинки Троїцький та Олександрівський, дерев'яна Дмитрівська (цвинтарна) церква. 8 жовтня 1809 року у Вознесенському храмі влаштували і освятили приділ на честь ікони Божої Матері Одигітрії. 
У 1811 році біля собору дерев'яного храму почали будувати кам'яний Військової Вознесенський собор. Будівництво кам'яного собору тяглося до 1905 року. Всі ці роки функції Військового собору виконував тимчасовий дерев'яний Вознесенській собор. Тимчасова дерев'яна церква за 99 років свого існування неодноразово перебудовувалася, перефарбовувалася, ремонтувалося, зносилися і знову будувалися межі, встановлювалися і розбиралися дзвіниці. 
У 1813 році з Старочеркасского Воскресенського (колишнього Військового) собору в Новочеркаськ привезли баштовий годинник. Його спочатку встановили на соборній дерев'яній дзвіниці, яка була побудована в 1810 році. Постарілі опорні стовпи Вознесенського храму в 1822 році були замінені на нові. У 1826 році при дерев'яному соборі спорудили дерев'яне вартове приміщення. У тому ж 1826 році Військовий Наказний Отаман І. Андріанов підняв питання про необхідність огляду і ремонту дерев'яного Вознесенського собору. Кошти були виділені, на них був зроблений ремонт.
5 квітня 1829 року на Дону була відкрита самостійна Донська єпархія з місцеперебуванням архієрея в Новочеркаську, а дерев'яний Вознесенський собор отримав назву кафедрального. Найвищим Указом від 23 серпня 1830 року дерев'яний Вознесенський кафедральний собор став місцем Високопреосвященного Афанасія, Архієпископа Новочеркаського і Георгіївського. Архієпископ Афанасій розпорядився провести огляд собору. Згідно з проведеним опису 1830 року тимчасовий дерев'яний Вознесенський собор мав покритий листовим залізом купол, нижній корпус храму був виконаний з соснового тесу. Покрівля і хрести були пофарбовані зеленою фарбою, а стіни пофарбовані білою фарбою. 
12 листопада 1833 року в храмі знову проводився ремонт, після чого тимчасовий дерев'яний Вознесенський кафедральний собор був знову освячений. В результаті ремонту храм всередині був обтягнутий парусиною і пофарбований. Приділ був покритий листовим залізом. Трапезна, вівтар і дах Вознесенського храму були дерев'яними.

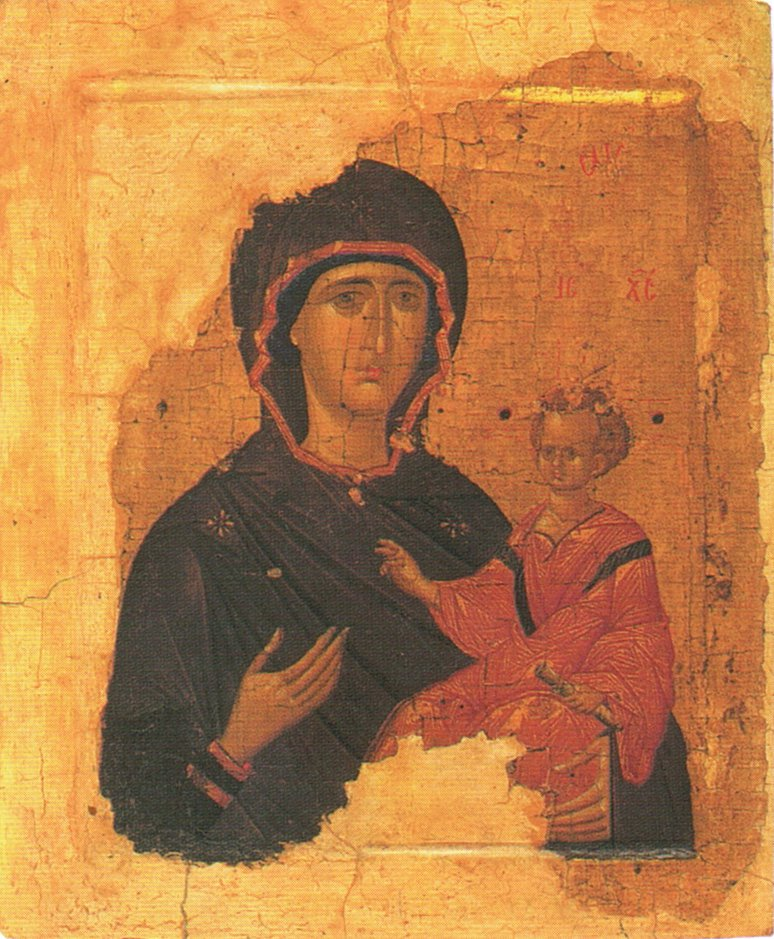
Ікона Божої Матері «Одигітрія». Перша четверь XV століття Візантія

Таким дерев'яний собор проіснував до 1848 року, після чого почалася його перебудова. В 1849 році, після перебудови, дерев'яний Вознесенський кафедральний собор був освячений. Перебудова полягала в обшивании храму тесом, покритті його листовим залізом, встановлення військових годин. У дерев'яному соборі влаштували два престоли: головний в ім'я Вознесіння Господнього, освячений 11 травня 1849 року Донським Архіпастирем Іоанном (похований в усипальниці кам'яного Військового Вознесенського кафедрального собору) і придельный — на честь ікони Божої Матері Одигітрії. Приділ був освячений 12 червня 1849 року протоієреєм С. Салтиковим.
У Вознесенському соборі в ці роки були дві дерев'яні дзвіниці. На одній висіло кілька невеликих дзвонів, на інший на стовпах висів один великий старовинний дзвін. У 1854 року на кошти прихожан і дружини Наказного Отамана Катерини Михайлівни Хомутової до дерев'яного собору прибудували північний боковий вівтар в ім'я Воскресіння Христового. Приділ був освячений 16 серпня 1854 року Архієпископом Донським і Новочеркаським. У серпні 1872 року обидві дзвіниці розібрали, дзвони перенесли на дзвіницю будується 2-го варіанту кам'яного Вознесенського собору. 
З 1877 по 1889 рік дерев'яне соборна будівля кілька разів перебудовувалася. Було розширено головний вівтар, прибудови і притвори, з південного вівтаря була зроблена ризниця, однак у 1892 році південний приділ відновили. 15 серпня 1892 року його освятив Преосвященний Іоан, Єпископ Аксайскій. Храм мав шість входів, на ньому височіло сім позолочених голів з позолоченими металевими хрестами. Стіни собору були пофарбовані фарбою тілесного кольору, всередині собор був обтягнутий парусиною і пофарбований біло-блакитною фарбою. Чотири дубового стовпа підтримували його купол. Над західними воротами були зроблені церковні хори. 
З плином часу дерев'яний швидко витиралася, у нього була відсутня церковна огорожа. У 1881 році біля дерев'яного собору влаштували цегляну дзвіницю. Цегла на її будівництво взяли обрушився другого варіанту кам'яного Вознесенського собору. У 1901 році кам'яну дзвіницю розібрали, а дзвони перед цим перенесли в дзвіницю будується третього варіанту кам'яного Військового Вознесенського кафедрального собору.
У 1904 році дерев'яний Військової Вознесенський кафедральний собор був закритий і розібраний, оскільки поруч з ним закінчилося будівництво третього варіанту кам'яного Військового Вознесенського кафедрального собору.